# Víctor Estrella Burgos
Victor Estrella Burgos (Santiago de los Caballeros, 2 agosto 1980) è un ex tennista dominicano.

## Carriera
Professionista dal 2002, ha ottenuto i suoi migliori risultati a livello Challenger e Futures, circuiti nei quali ha vinto 28 tornei in singolare e 9 in doppio.
Nel luglio 2014 al torneo Colombia Open di Bogotà raggiunge per la prima volta la semifinale in un torneo ATP e perde da Bernard Tomić dopo tre tie-break.
Sempre nel 2014 partecipa per la prima volta al Roland Garros, a Wimbledon e agli US Open, diventando così il giocatore più anziano a debuttare nello Slam americano.
Nel 2015 si aggiudica per la prima volta in carriera un torneo del circuito maggiore a Quito superando in finale Feliciano López in tre set, battendo così un altro record di longevità: diventa infatti il primo tennista dominicano a conquistare un torneo nell'era Open e il tennista ad aver conquistato il primo torneo in età più avanzata, primato che mantiene fino al luglio 2016, quando viene superato in da Lorenzi. Il successo gli permette anche di raggiungere il suo best ranking, portandosi al 52º posto della classifica mondiale. Nello stesso torneo disputa la sua prima finale di doppio del circuito maggiore, e viene sconfitto insieme a João Souza dalla coppia Gero Kretschmer / Alexander Satschko.
Nel febbraio 2016 bissa il successo a Quito battendo nell'atto conclusivo Thomaz Bellucci in tre set. Nell'aprile successivo perde la finale di doppio all'ATP di Houston in coppia con Santiago González.
Nel febbraio 2017 vince per la terza volta consecutiva l'ATP di Quito superando in finale Paolo Lorenzi in tre set. In agosto vince il suo ultimo titolo Challenger in carriera trionfando nel torneo di casa del Santo Domingo Open
A partire dal 2018 cala nel ranking e non conquista neanche un titolo in singolare ma vince tre ori ai Giochi centramericani e caraibici di Barranquilla: singolare, doppio ed evento a squadre.
A Santo Domingo Estrella chiude la carriera nell'ottobre 2019, ormai fuori dalla top 600. 
Dopo tre anni di inattività, nell'agosto 2022 prende parte al torneo di doppio del Santo Domingo Open e raggiunge i quarti di finale. Il mese successivo partecipa in doppio in Coppa Davis all'incontro Repubblica Domenicana–Lettonia venendo sconfitto in tre set insieme a Nick Hardt.

## Statistiche
Aggiornate a fine carriera.

### Singolare

#### Vittorie (3)
| Legenda              |
| Grande Slam (0)      |
| ATP Finals (0)       |
| ATP Masters 1000 (0) |
| ATP Tour 500 (0)     |
| ATP Tour 250 (3)     |

| N. | Data             | Torneo                  | Superficie  | Avversario in finale | Punteggio           |
| 1. | 8 febbraio 2015  | Ecuador Open, Quito     | Terra rossa | Feliciano López      | 6-2, 6(5)–7, 7–6(5) |
| 2. | 7 febbraio 2016  | Ecuador Open, Quito (2) | Terra rossa | Thomaz Bellucci      | 4-6, 7–6(5), 6-2    |
| 3. | 12 febbraio 2017 | Ecuador Open, Quito (3) | Terra rossa | Paolo Lorenzi        | 6(2)–7, 7-5, 7–6(6) |

### Doppio

#### Finali perse (2)
| Legenda              |
| Grande Slam (0)      |
| ATP Finals (0)       |
| ATP Masters 1000 (0) |
| ATP Tour 500 (0)     |
| ATP Tour 250 (2)     |

| N. | Data            | Torneo                                       | Superficie  | Compagno          | Avversari in finale                | Punteggio        |
| 1. | 7 febbraio 2015 | Ecuador Open, Quito                          | Terra rossa | João Souza        | Gero Kretschmer Alexander Satschko | 5-7, 6(3)–7      |
| 2. | 9 aprile 2016   | U.S. Men's Clay Court Championships, Houston | Terra rossa | Santiago González | Bob Bryan Mike Bryan               | 6-4, 3-6, [8-10] |

### Tornei minori

#### Vittorie (28)
| Legenda        |
| Challenger (7) |
| Futures (21)   |

| N. | Data               | Torneo                            | Superficie  | Avversario in finale | Punteggio           |
| 1. | 6 novembre, 2011   | Open Medellin, Medellín           | Terra rossa | Alejandro Falla      | 6(2)–7, 6-4, 6-4    |
| 2. | 22 settembre, 2013 | Quito Challenger, Quito           | Terra rossa | Marco Trungelliti    | 2-6, 6-4, 6-4       |
| 3. | 10 novembre, 2013  | Open Medellin, Medellín           | Terra rossa | Thomaz Bellucci      | 6-2, 3-0, rit.      |
| 4. | 1º marzo, 2014     | Challenger Salinas, Salinas       | Terra rossa | Andrea Collarini     | 6-3, 6-4            |
| 5. | 28 settembre, 2014 | Open Pereira, Pereira             | Terra rossa | João Souza           | 7–6(5), 3-6, 7–6(6) |
| 6. | 22 febbraio 2015   | Morelos Open, Cuernavaca          | Cemento     | Damir Džumhur        | 7-5, 6-4            |
| 7. | 19 agosto 2017     | Santo Domingo Open, Santo Domingo | Terra verde | Damir Džumhur        | 7–6(4), 6-4         |

#### Finali perse (11)
| Legenda        |
| Challenger (4) |
| Futures (7)    |

| N. | Data              | Torneo                          | Superficie  | Avversario in finale | Punteggio        |
| 1. | 22 febbraio, 2014 | Morelos Open, Cuernavaca        | Cemento     | Gerald Melzer        | 1-6, 4-6         |
| 2. | 4 ottobre, 2014   | Open Cali II, Cali              | Terra rossa | Paolo Lorenzi        | 6-4, 3-6, 3-6    |
| 3. | 1º novembre 2015  | Monterrey Challenger, Monterrey | Cemento     | Thiemo de Bakker     | 6(1)–7, 6-4, 3-6 |
| 4. | 10 luglio 2016    | Open Cali I, Cali               | Terra rossa | Darian King          | 7-5, 4-6, 5-7    |